# Pałecznica orlicowa
Pałecznica orlicowa (Typhula quisquiliaris (Fr.) Henn.) – gatunek grzybów z rodziny pałecznicowatych (Typhulaceae).

## Systematyka i nazewnictwo
Pozycja w klasyfikacji według Index Fungorum: Typhula, Typhulaceae, Agaricales, Agaricomycetidae, Agaricomycetes, Agaricomycotina, Basidiomycota, Fungi.
Po raz pierwszy takson ten opisał James Sowerby w 1801 r., ale zdiagnozował go taksonomicznie dopiero Elias Fries w 1818 roku nadając mu nazwę Clavaria quisquiliaris. Obecną, uznaną przez Index Fungorum nazwę nadał mu Paul Christoph Hennings w 1896 r. przenosząc go do rodzaju Typhula.
Synonimy:
- Clavaria obtusa Sowerby 1801
- Clavaria quisquiliaris Fr. 1818
- Geoglossum obtusum Gray 1821
- Pistillaria puberula Berk. 1860
- Pistillaria puberula var. viscidula P. Karst. 1886
- Pistillaria quisquiliaris (Fr.) Fr. 1821
- Pistillaria quisquiliaris var. major J. Kickx f. 1867
- Sclerotium medullare Berk. 1837

Nazwę polską zaproponował Władysław Wojewoda w 2003 r.

## Morfologia
Owocnik
Maczugowaty, złożony z główki i trzonu. Ma wysokość do 7 mm. Główka biała, gładka o wysokości od 1,5 do 4 mm i średnicy od 1 do 2,5 mm. Trzon o pokrągłym przekroju i kolorze podobnym do główki, jest jednak nieco prześwitujący i delikatnie zamszowy. Ma średnicę od 0,3 do 0,4 mm. Wyrasta z zagłębionego w podłożu sklerocjum.
Cechy mikroskopowe
Zarodniki wąsko elipsoidalne o wymiarach 9–14 × 4–5,5 μm, białe z małymi granulkami. Podstawki o wymiarach 50–70 × 7–8 μm z czterema zarodnikami na każdej podstawce. Włoski na trzonie o wymiarach 15–60 × 3–7 μm, często z nabrzmiałymi nasadami. Sklerocjum 1,5-3 × 0,5 μm o bladożółtym kolorze. W strzępka ch są obecne sprzążki.

## Występowanie i siedlisko
Znane jest występowanie pałecznicy orlicowej w Europie i w Maroku. W zestawieniu wielkoowocnikowych grzybów podstawkowych Polski Władysław Wojewoda przytoczył 10 stanowisk tego gatunku z uwagą, że jego rozprzestrzenienie i stopień zagrożenia nie są znane. 
Występuje w lasach iglastych Owocniki na obumarłych, leżących, lub jeszcze stojących pędach orlicy pospolitej (Pteridium aquilinum).